# Cistella
Cistella és un municipi de la comarca de l'Alt Empordà.Segons IDESCAT el 2023 tenia 298 habitants en una superfície de 25,55 km² i una alçada de 130 m.

## Fills il·lustres
- Josep Mª. Albert Arnau (1897-1987), music i eclesiàstic.

## Geografia
- Llista de topònims de Cistella (Orografia: muntanyes, serres, collades, indrets..; hidrografia: rius, fonts...; edificis: cases, masies, esglésies, etc).

| Entitat de població     | Habitants (2024) |
| Cistella                | 209              |
| Mare de Déu de Vida     | 38               |
| Vilarig                 | 26               |
| la Ribera de les Planes | 20               |
| Sant Baldiri            | 1                |
| Font: Idescat           |                  |

| 1497 f | 1515 f | 1553 f | 1717 | 1787 | 1857 | 1877 | 1887 | 1900 | 1910 |
| ------ | ------ | ------ | ---- | ---- | ---- | ---- | ---- | ---- | ---- |
| 34     | 31     | 40     | 266  | 628  | 995  | 910  | 723  | 710  | 730  |

| 1920 | 1930 | 1940 | 1950 | 1960 | 1970 | 1981 | 1990 | 1992 | 1994 |
| ---- | ---- | ---- | ---- | ---- | ---- | ---- | ---- | ---- | ---- |
| 708  | 604  | 542  | 507  | 305  | 268  | 222  | 209  | 205  | 205  |

| 1996 | 1998 | 2000 | 2002 | 2004 | 2006 | 2008 | 2010 | 2012 | 2014 |
| ---- | ---- | ---- | ---- | ---- | ---- | ---- | ---- | ---- | ---- |
| 211  | 211  | 231  | 222  | 233  | 232  | 253  | 251  | 281  | 293  |

| 2016 | 2018 | 2020 | 2022 | 2024 | 2026 | 2028 | 2030 | 2032 | 2034 |
| ---- | ---- | ---- | ---- | ---- | ---- | ---- | ---- | ---- | ---- |
| 293  | 300  | 282  | 307  | 294  | -    | -    | -    | -    | -    |

## Llocs d'interès

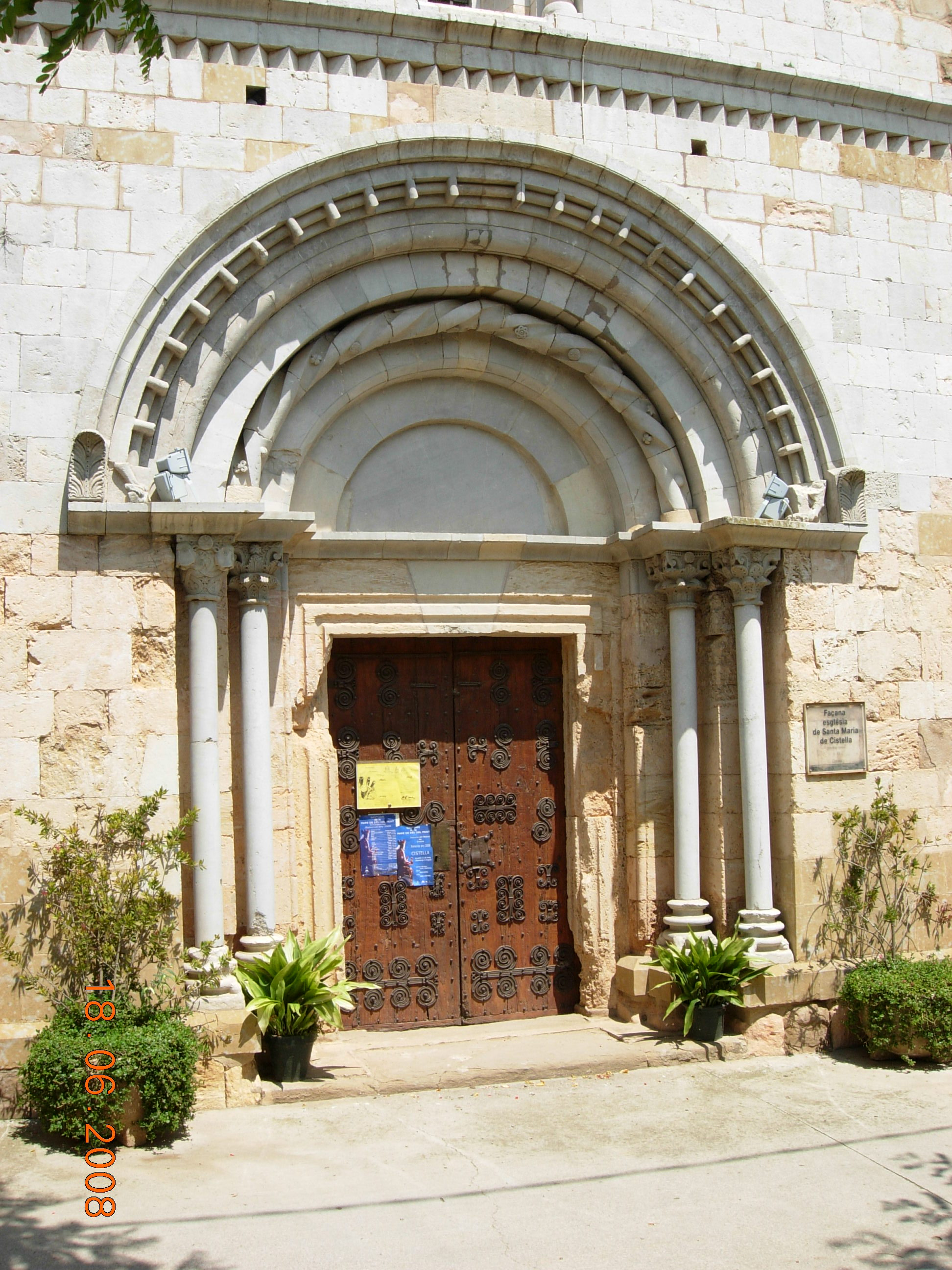
Portal de l'església de Santa Maria

- Santa Maria de Cistella és el temple parroquial. La seva façana és del segle xii, però la resta del temple va ser reconstruïda al segle xviii.[3]
- L'Església de Sant Martí, edifici del segle xii, reconstruït.
- El Castell de Vilarig, al poble de Vilarig, declarat bé cultural d'interès nacional.[4]
- El Santuari de Nostra Senyora de Vida, edifici del segle xvii a 1 km als afores del poble.[5]